# Haveri (distrikt)
Haveri (bengali: হাবেরী, gujarati: હાવેરી) är ett distrikt i Indien.   Det ligger i delstaten Karnataka, i den södra delen av landet, 1 600 km söder om huvudstaden New Delhi. Antalet invånare är 1 597 668.
Följande samhällen finns i Haveri:
- Ranibennur
- Hāveri
- Savanūr
- Byādgi
- Hāngal
- Shiggaon
- Hirekerūr
- Guttal
- Rattihalli
- Chalageri
- Hulgūr
- Tadas
- Havanūr
- Chikkerūr